# Moriguchi
Moriguchi (jap. 守口市, -shi) ist eine Stadt in der Präfektur Osaka in Japan.

## Geographie
Moriguchi liegt östlich von Osaka.

## Geschichte
Moriguchi wurde am 1. November 1946 aus den ehemaligen Gemeinden Momiguchi und Misato gegründet.

## Weblinks

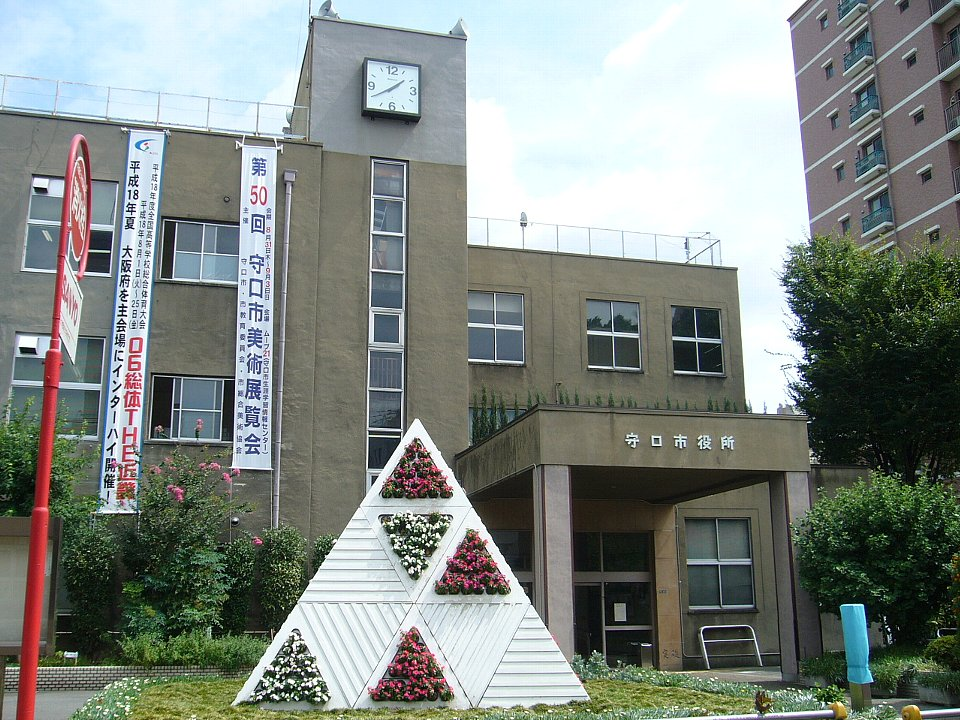
Rathaus von Moriguchi

## Verkehr
- Straße:
  - Kinki-Autobahn
  - Nationalstraßen 1, 163, 479
- Zug:
  - Keihan-Hauptlinie

## Städtepartnerschaften
- Zhongshan, VR China
- New Westminster, Kanada

## Söhne und Töchter der Stadt
- ayaka (* 1987), Popsängerin
- Kōki Nakamura (* 1992), Fußballspieler

## Angrenzende Städte und Gemeinden
- Osaka
- Kadoma
- Neyagawa
- Settsu